# Sternarchorhynchus britskii
Sternarchorhynchus britskii är en fiskart som beskrevs av Campos-da-paz 2000. Sternarchorhynchus britskii ingår i släktet Sternarchorhynchus och familjen Apteronotidae. Inga underarter finns listade i Catalogue of Life.